# Apple Retail Store
De Apple Store is een winkelketen van Apple die handelt in computers en consumentenelektronica. Apple heeft 535 winkels in 27 landen. Apple Umeda is de nieuwste winkel en werd geopend op 26 juli 2025 in Osaka, Japan.

## Ontwerp en geschiedenis
De winkels bieden het volledige Apple-assortiment hard- en software aan. De winkels zijn ingedeeld in zogenaamde solution zones (oplossingsgebieden) voor films, foto's, muziek en kinderen. Er is ook een geselecteerd assortiment aan accessoires van derden beschikbaar. Veel winkels bieden een presentatieruimte voor presentaties en workshops. Elke Apple Store biedt gratis workshops over Apple producten aan. Roosters daarvan worden gepubliceerd op de website van elke winkel.
De eerste Apple Store werd op 19 mei 2001 in McLean geopend. Flagship Stores (vlaggenschipwinkels, beste retailwinkels van Apple) zijn er in Amsterdam, New York (SoHo en Fifth Avenue), Los Angeles, Chicago, San Francisco, Londen, Tokio, Boston en Osaka. Apple heeft vele prijzen ontvangen voor de architectuur en inrichting van de flagshipstores.

## Openingen van de winkels
De openingen van nieuwe winkels blijken een gebeurtenis te zijn bij betrokken Mac-gebruikers. De evenementen trekken vaak duizenden klanten die vroeg in de morgen of zelfs 's nachts voor de deur staan te wachten. Vroeg aanwezig zijn biedt een aantal voordelen, zoals een gratis T-shirt voor de eerste duizend klanten. Verdergaat een opening gepaard met grote kortingen op producten.

### Nederland

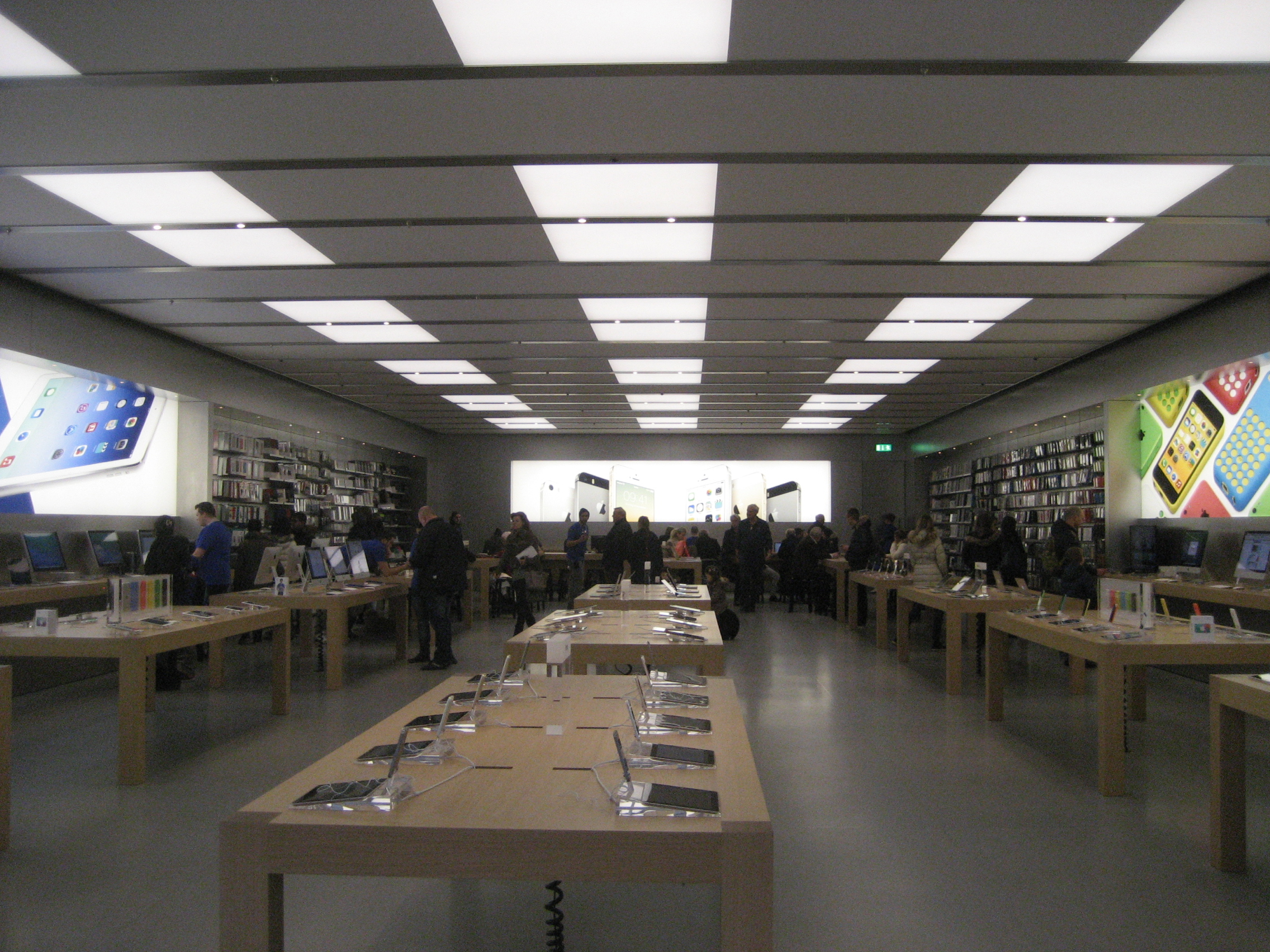
Apple Store, Haarlem

Op 3 maart 2012 werd de eerste Apple Store van de Benelux geopend. De winkel is in het Hirschgebouw aan het Leidseplein te Amsterdam. Zeven dagen per week is de winkel open en beschikbaar voor klanten. De Amsterdamse Apple Store is de grootste ter wereld als het gaat om het aantal uitgestalde producten. Ook is hier de langste Genius Bar te vinden.
Op 7 december 2013 werd in Haarlem de tweede Nederlandse Apple Store geopend. De oppervlakte van de winkel bedraagt ca. 500 m², het is daarmee niet de grootste Apple Store, maar alle Apple producten en gangbare accessoires zijn er verkrijgbaar. In de winkel is ook een Genius Bar (360 graden) en er kan gebruikgemaakt worden van de Apple Store-app. Boven de winkel bevinden zich appartementen en kantoorruimte van Apple.
Op 9 augustus 2014 werd in de Passage in Den Haag de derde winkel van Apple geopend. Deze winkel is qua winkeloppervlak vergelijkbaar met Haarlem maar heeft meer de stijl van de Amsterdamse winkel.

### België

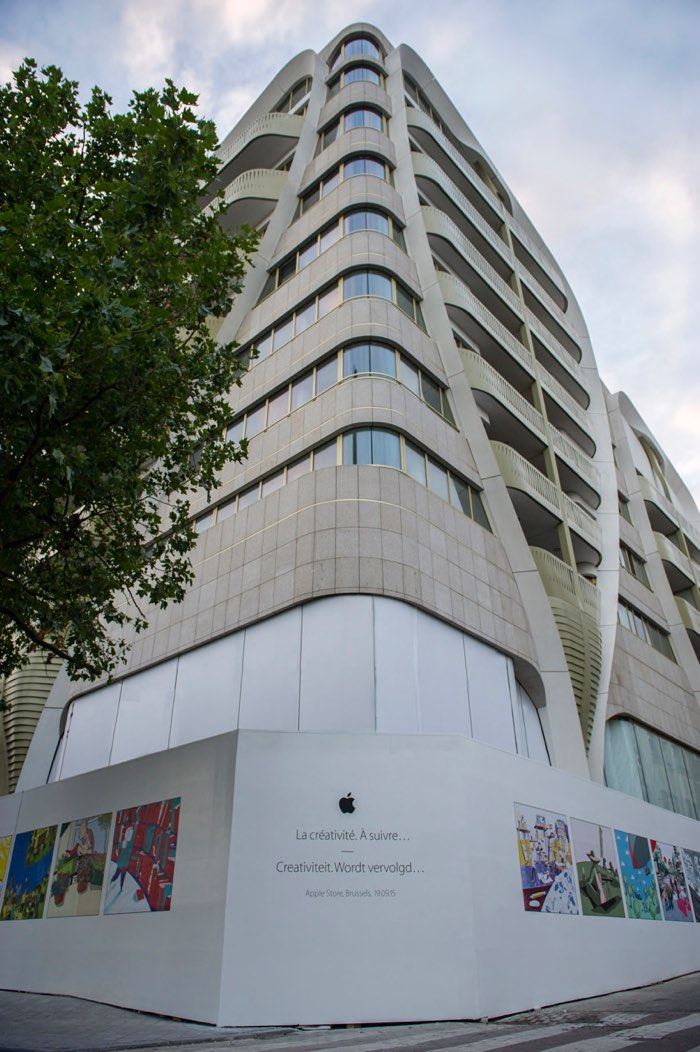
Omheining van de te openen Apple Store in Brussel

Op 4 september 2015 maakte Apple officieel bekend dat de eerste Apple Store van België op 19 september zou openen. De Apple Store is gelegen in de Gulden-Vlieslaan in Brussel. Kenmerkend bij de aankondiging is het gebruik van illustraties gemaakt door Belgische striptekenaars.

## Genius Bar

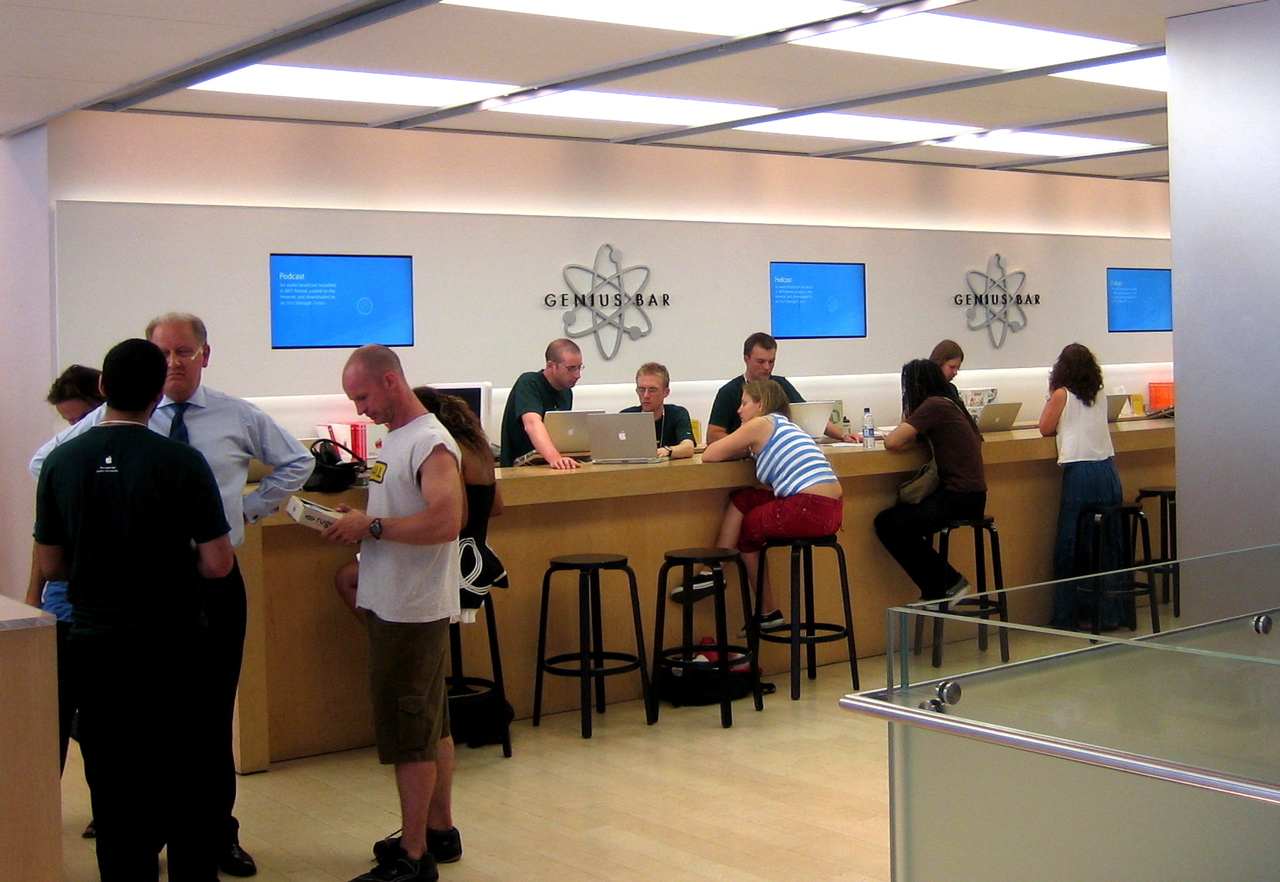
Een Genius Bar in Londen

Alle winkels bieden een 'Genius Bar', waar eigenaars van Apple producten technische onderwerpen kunnen bespreken of hun producten ter reparatie kunnen aanbieden. In de beginperiode kregen bezoekers een gratis flesje water van Evian aangeboden. Dit is sinds februari 2002 niet meer het geval.
In een klein aantal winkels zit tegenwoordig een iPod Bar. Deze was voor het eerst te zien in een winkel in Tokio. Deze iPod Bar is vergelijkbaar met de Genius Bar, maar is in het leven geroepen om zaken die betrekking hebben op de iPod op een andere plek af te handelen dan de zaken met betrekking tot de computers van Apple.
Sommige winkels bieden een variant op de Genius Bar, The Studio, waar klanten in eenzelfde inrichting als de Genius Bar geholpen kunnen worden met projecten als het organiseren van een fotoalbum, het componeren van muziek en videomontage. Waarschijnlijk wordt dit ook uitgerold naar oudere winkels.

## Apple Premium Reseller
Apple wordt op het Europese vasteland vertegenwoordigd door Apple Premium Resellers (voorheen Apple Centres). Deze zelfstandige winkels zijn gespecialiseerd in Apple-producten. De naamswijziging benadrukt dat Apple Premium Resellers geen eigendom zijn van Apple zelf. Er wordt aangenomen dat deze wijziging verband houdt met de introductie van de Apple Stores, waarbij Apple zelf de eigenaar is van de winkels. In België is Lab9 een van de Apple Premium Resellers, met momenteel 32 vestigingen, terwijl in Nederland Amac als enige deze status heeft, met inmiddels meer dan 50 winkels en een reputatie als een van de beste APR's ter wereld.

## Apple Shop
Sinds 2007 heeft Apple ook Apple Shops in Nederland die volgens een shop-in-shopconcept in winkels van Apple Authorised Reseller Media Markt zijn gevestigd. Veel van deze winkels hebben een gedeelte afgestaan aan Apple, waarin Apple volgens eigen concept de inrichting verzorgt. Daarnaast wordt elke Apple Shop geleid door medewerkers van Apple, die Apple Solutions Consultants (ASC's) worden genoemd. In tegenstelling tot de medewerkers van de Apple Store die onderdeel zijn van Apple Retail worden deze ASC's aangestuurd door Apple Corporate. De ASC's worden in de Shops bijgestaan door Apple-specialisten in dienst van het filiaal die met regelmaat door Apple worden getraind. Deze Shops zijn echter geen aparte winkels: de uiteindelijke verkooptransactie vindt plaats bij de kassa van het Media Markt-filiaal.

## Vestigingen
De eerste twee Apple Stores werden geopend in de Verenigde Staten in 2001. In 2003 werd de eerste winkel in Japan geopend, dit was tevens de eerste winkel buiten de Verenigde Staten. Daarna kwamen er winkels in het Verenigd Koninkrijk, Canada, Italië, Australië, China, Hongkong, Zwitserland, Duitsland, Frankrijk, Spanje, Zweden, Nederland en België.
| Land                         | Winkels                    | Eerste opening               | Referenties                  |
| ---------------------------- | -------------------------- | ---------------------------- | ---------------------------- |
| Verenigde Staten             | 273                        | 19 mei 2001                  | [ 4 ]                        |
| China                        | 48                         | 19 juni 2008                 | [ 5 ]                        |
| Verenigd Koninkrijk          | 40                         | 20 november 2004             | [ 6 ]                        |
| Canada                       | 28                         | 21 mei 2005                  | [ 7 ]                        |
| Australië                    | 22                         | 19 juni 2008                 | [ 8 ]                        |
| Frankrijk                    | 20                         | 7 november 2009              | [ 9 ]                        |
| Italië                       | 17                         | 31 maart 2007                | [ 10 ]                       |
| Duitsland                    | 16                         | 6 december 2008              | [ 11 ]                       |
| Spanje                       | 12                         | 4 september 2010             | [ 12 ]                       |
| Japan                        | 11                         | 30 november 2003             | [ 13 ]                       |
| Zuid-Korea                   | 7                          | 27 januari 2018              | [ 14 ]                       |
| Hongkong                     | 6                          | 24 september 2011            | [ 15 ]                       |
| Zwitserland                  | 4                          | 25 september 2008            | [ 16 ]                       |
| Verenigde Arabische Emiraten | 4                          | 9 oktober 2015               | [ 17 ]                       |
| Nederland                    | 3                          | 3 maart 2012                 | [ 18 ]                       |
| Zweden                       | 3                          | 15 september 2012            | [ 19 ]                       |
| Brazilië                     | 3                          | 14 februari 2014             | [ 20 ]                       |
| Turkije                      | 3                          | 5 april 2014                 | [ 21 ]                       |
| Singapore                    | 3                          | 27 mei 2017                  | [ 22 ]                       |
| Macau                        | 2                          | 25 juni 2016                 | [ 23 ]                       |
| Taiwan                       | 2                          | 1 juli 2017                  | [ 24 ]                       |
| Mexico                       | 2                          | 24 september 2017            | [ 25 ]                       |
| Thailand                     | 2                          | 10 november 2018             | [ 26 ]                       |
| India                        | 2                          | 18 april 2023                | [ 27 ]                       |
| België                       | 1                          | 19 september 2015            | [ 28 ]                       |
| Oostenrijk                   | 1                          | 27 mei 2017                  | [ 29 ]                       |
| Maleisië                     | 1                          | 22 juni 2024                 | [ 30 ]                       |
| Totaal aantal winkels: 535   | Totaal aantal winkels: 535 | Laatste update: 26 juli 2025 | Laatste update: 26 juli 2025 |